# Колышка (узел)
Колы́шка (бара́нья нога́, от англ. Sheepshank Knot — «баранья ляжка») — морской серединный временный узел для укорочения троса. Представляет собой два полуштыка, накинутых на сложенный втрое в виде Z трос. На паруснике часто необходимо временно укоротить снасть (стень-бакштаг и фордун, или брам-бакштаг и фордун), чтобы трос не путался под ногами на палубе, когда стеньга (или брам-стеньга) спущена.
Особенность данного узла состоит в том, что средняя часть сложенного втрое участка троса между полуштыками может быть надорвана (или даже перерезана) без потери связности всего троса от конца до конца (если трос натянут). Если трос не натянут, то узел развязывается. Таким образом, можно привязать верёвку к объекту, связать на ней подобный узел, затем натянуть верёвку и перерезать среднюю её часть в узле.
Если сделана лишь одна колышка, является узлом звонаря, возможно, одним из старых узлов. Если после завязывания узла коренные концы троса объединить вместе, колышку возможно использовать в качестве «беседочного» узла, вставив в образовавшиеся петли доску для сидения.
Название «узел камикадзе» стало популярным после того, как британский путешественник и телеведущий канала Дискавери Беар Гриллс в одной из передач цикла «Выжить любой ценой» продемонстрировал возможности этого узла при спуске по верёвке со скалы. Спустившись по верёвке нужно ослабить натяжение и подёргать верёвку, узел развяжется, оставив наверху лишь короткую часть. Этим приёмом следует пользоваться лишь при крайней необходимости, поскольку на тонкой (или скользкой) верёвке (например, тросе из синтетических материалов) подобный узел может легко развязаться.

## Способ завязывания
Существуют два практичных способа завязывания узла в морском деле:
- Последовательный способ — на сложенном втрое тросе сделать два полуштыка; этот способ — предпочтителен для укорачивания толстого троса[16]
- Морской способ — завязать узел с одной стороны как при начале завязывания булиня; с противоположной стороны узла — так же; этот способ — предпочтителен для укорачивания тонкого троса[17]

Также существует способ завязывания узла для демонстрации фокусов:
- Сделать три колышки и наложить друг на друга; вытянуть стороны серединной колышки в противоположные стороны внутрь первой и третьей колышек; затянуть[18][19]

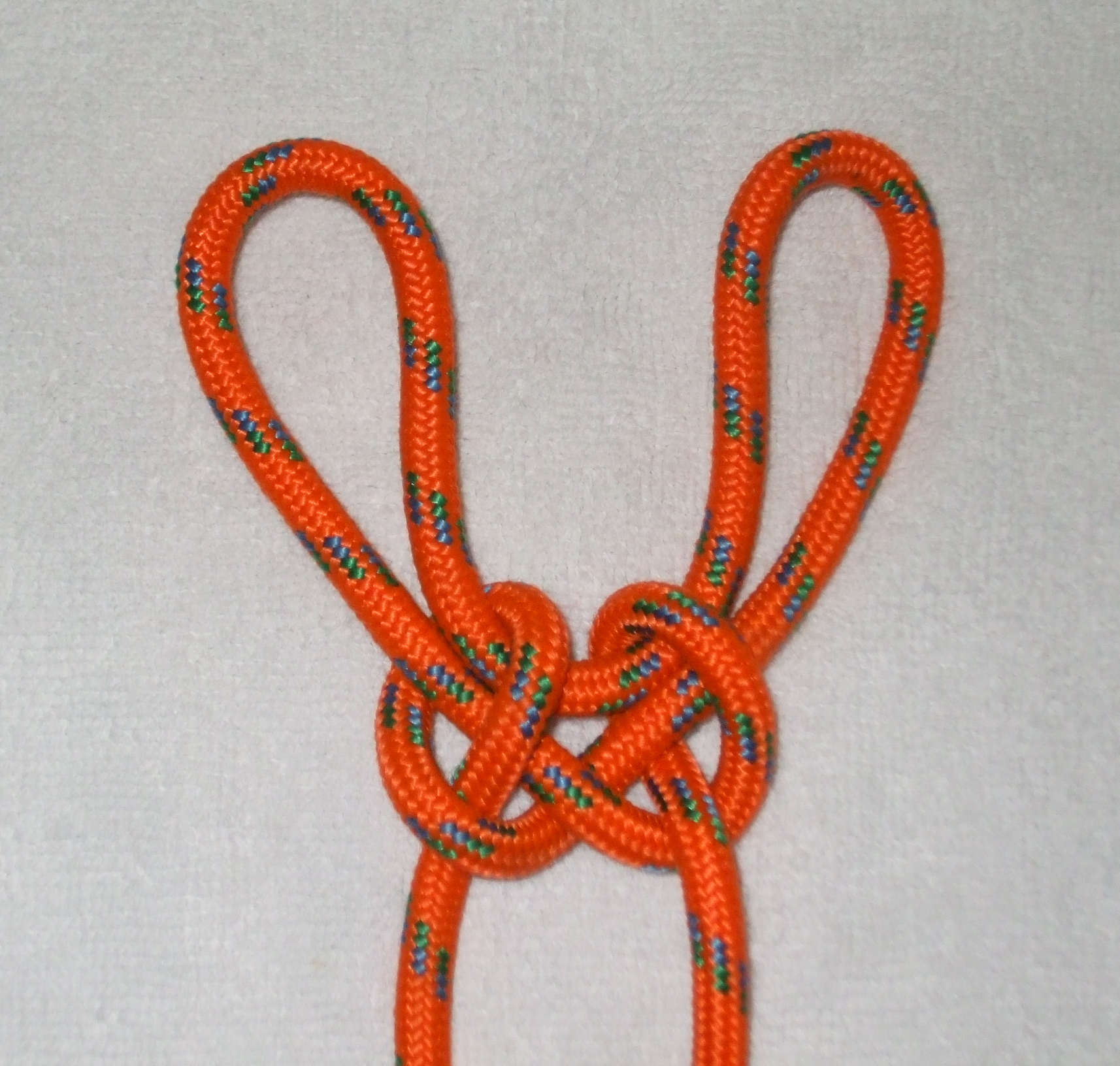
Колышка в качестве беседочного узла

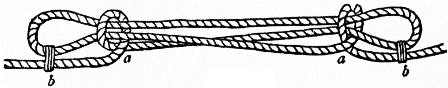
Колышка, прихваченная к коренным концам троса схватками для временного крепления
a — колышки
b — схватки

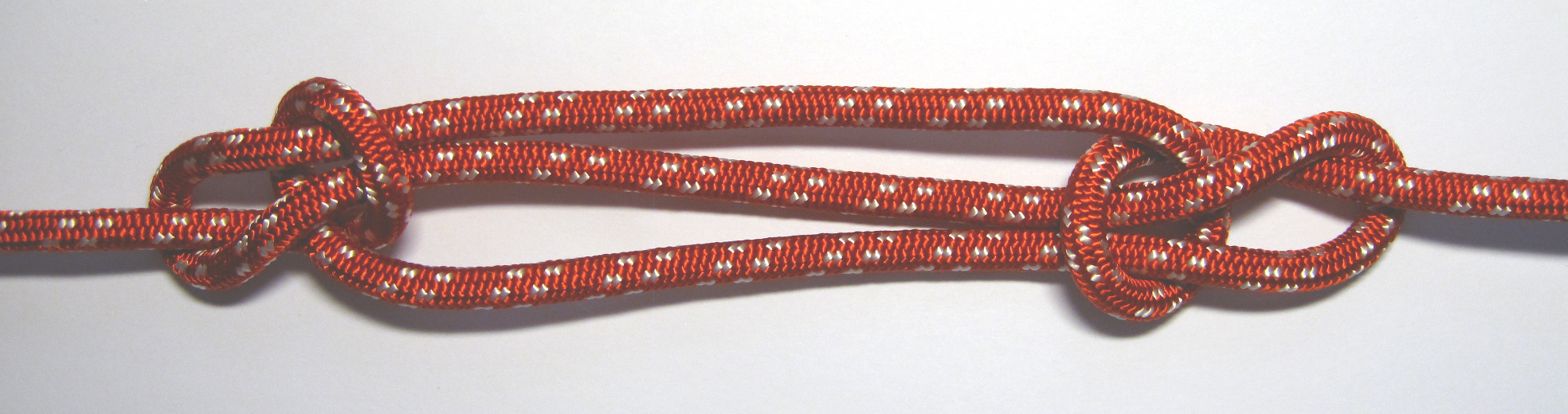
Затягивающаяся колышка

Колышка, завязанная для фокуса
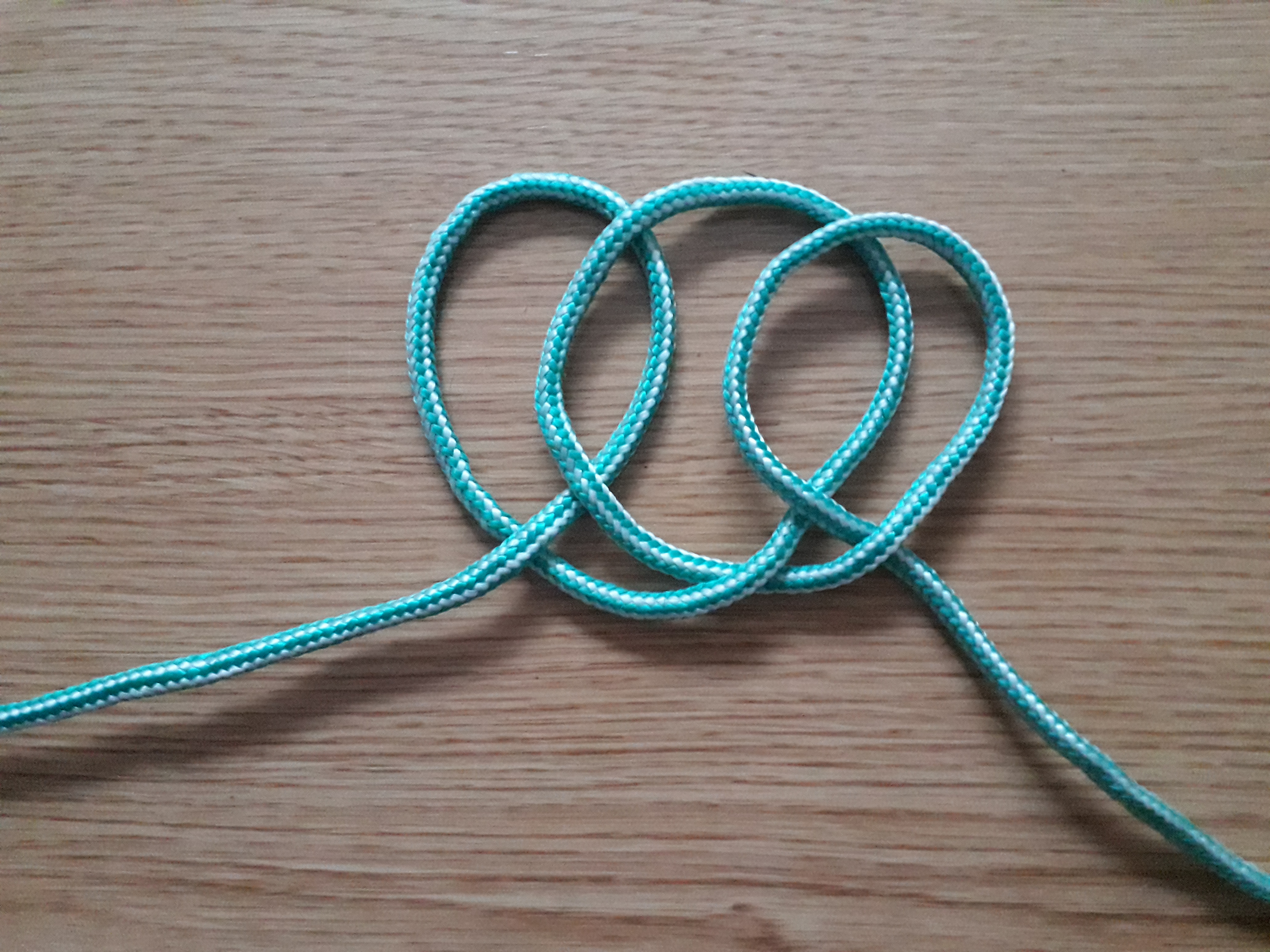
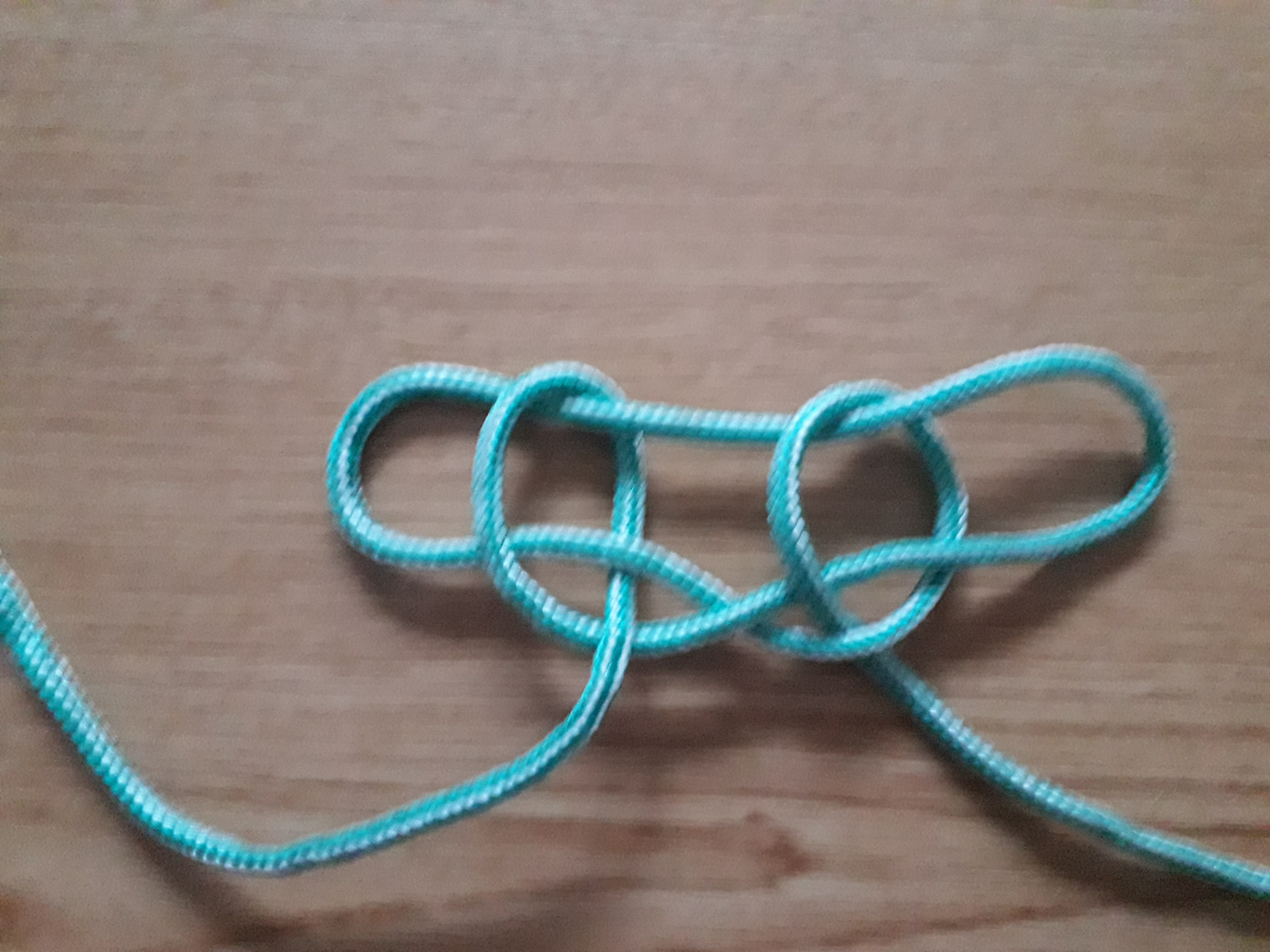
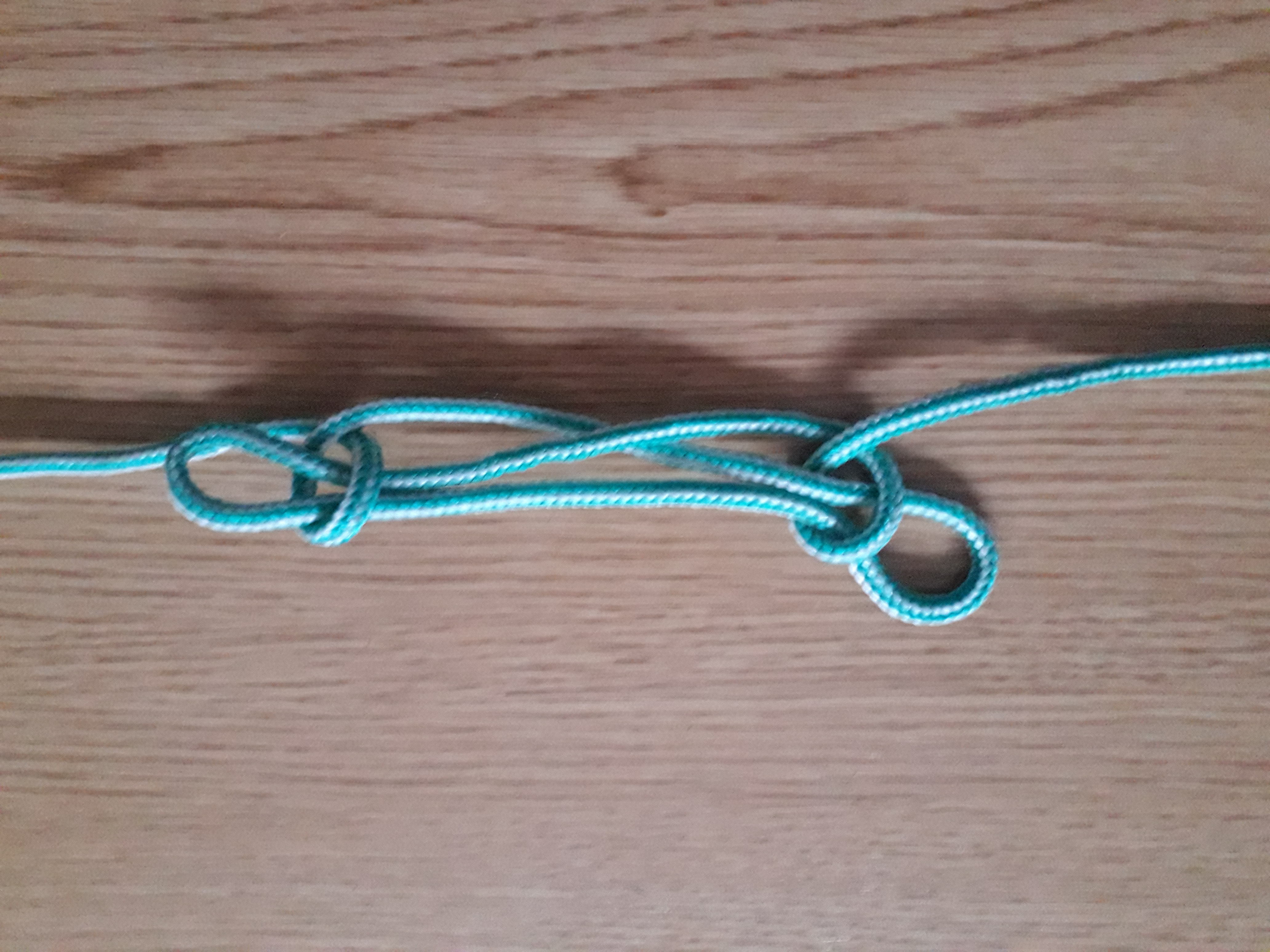

## Разновидности колышек
- Колышка схватками — сложить большую колышку на середине троса и прихватить её на концах схватками за коренные концы троса[27]
- Колышка со схватками — сделать узел «колышка», описанный в этой статье; прихватить петли колышки схватками к коренным концам троса[21]; возможно прихватывать петлю с коренным концом или, предпочтительно, коренной конец с ближайшей к нему половиной петли
- Колышка с клевантами — сделать узел «колышка», описанный в этой статье; вытянуть коренные концы через петли; вставить клеванты между коренными концами и петлями; прихватить петли с клевантами схватками[28]
- Колышка пьяным узлом — сделать пьяный узел; сделать полуштыки; вставить петли в полуштыки[29]
- Колышка выбленочными узлами — сложить трос в виде Z; сделать выбленочные узлы коренными концами троса; вставить петли в выбленочные узлы[30]; позволяет надёжно удерживать бухту, сложенную на середине троса
- Колышка сваечными узлами (коленчато-рычажная колышка[23]) — сложить трос в виде Z; сделать сваечные узлы на коренных концах троса; вставить петли в сваечные узлы[31]
- Колышка кандальным узлом (колышка с рифом[23], военно-морская колышка[26]) — сделать кандальный узел; сделать полуштыки; вставить петли в полуштыки[32]

- сделать пару выбленочных узлов на середине троса; вдеть концы одного выбленочного узла в другой
- сделать четыре колышки; продеть концы центральной колышки сквозь крайние

- Колышка кандальным узлом со сваечными узлами (олимпийский узел[35]) — сделать пять колышек; вдеть концы центральной колышки сквозь крайние[36]

## Признаки
Плюсы
- Узел позволяет укоротить трос
- Не затягивается
- Легко развязывать

Минусы
- Узел — сложный
- Трудно завязывать правильно
- Необходимы схватки ходовых концов троса на коренных, если узел оставляется на длительное время[37]

## Применение
В морском деле
- Для укорачивания троса[4]
- Выведение повреждённого участка троса из-под натяжения[38]

В быту
- Использовали строители для создания беседки при ремонтных работах на высоте[39]